# Нетанја
Нетанја (хебр. נתניה, арап. ‏نتانيا‎) је град у Израелу у Централном округу. Према процени из 2022. у граду је живело 232.354 становника. Основан је 18. фебруара 1929.

## Становништво
Према процени, у граду је 2022. године живело 232.354 становника.
| 1983.   | 1995.   | 2007.   | 2018.   |
| ------- | ------- | ------- | ------- |
| 102.257 | 143.446 | 176.400 | 217.244 |

## Партнерски градови
- Јаши
- Гисен
- Синсинати
- Комо
- Дортмунд
- Гоулд Коуст
- Ница
- Нови Сонч
- Сарсел
- Шиофок
- Ставангер
- Сани Ајлс Бич
- Касерес
- Борнмут
- Адис Абеба